# اورلاندو مونته‌نگرو مدرانو
اورلاندو مونته‌نگرو مدرانو (انگلیسی: Orlando Montenegro Medrano؛ ۱۵ مه ۱۹۲۰ – ۲۹ اکتبر ۱۹۸۸) سیاست‌مدار اهل نیکاراگوئه بود. وی از ۳ اوت ۱۹۶۶ تا ۴ اوت ۱۹۶۶ رئیس‌جمهور موقت نیکاراگوئه بود.
اورلاندو مونته‌نگرو مدرانو در ۲۹ اکتبر ۱۹۸۸، در سن ۶۸ سالگی درگذشت.